# Yutaka Taniyama
Yutaka Taniyama (Kisai, 12 novembre 1927 – Tokyo, 17 novembre 1958) è stato un matematico giapponese, conosciuto per aver elaborato, in collaborazione con Gorō Shimura, la congettura di Taniyama-Shimura, in seguito dimostratasi un teorema.

## Biografia
Yutaka Taniyama e Gorō Shimura fecero la loro conoscenza per caso ai tempi dell'università. Il loro incontro lo si deve a un libro: infatti, trovatisi entrambi a richiedere in biblioteca lo stesso testo di matematica, scoprirono di essere al lavoro sulla stessa materia matematica e constatarono di essersi arenati sullo stesso passaggio logico. Iniziarono a condividere i loro obiettivi di studio, seguendo percorsi didattici molto autarchici, visto il caos totale in cui versava il sistema universitario giapponese nel frangente storico dell'immediato dopoguerra. Taniyama iniziò con Shimura una stretta amicizia e una collaborazione di studio che alla fine sarebbe durata fino alla morte.
Insieme svilupparono la famosa congettura di Taniyama-Shimura (in origine formulata da Taniyama, poi esposta in termini formali più rigorosi da Shimura dopo la prematura morte di Taniyama stesso).
L'originalità della congettura è forse dovuta alla condizione che governava il lavoro dei due, la totale sconnessione da una base di studio preordinata. Senza conoscere lo stato di avanzamento nel resto del mondo della matematica del loro tempo, presentarono una serie di problemi, congetture, e soluzioni di problemi, che in parte risultarono poi già risolti o banali, mentre altri si rivelarono molto interessanti, innovativi, persino rivoluzionari.
Tra questi, appunto, vi era la nota congettura.
Nella sua breve vita, Taniyama non riuscì mai a dimostrare la congettura che lui stesso aveva proposto, né tantomeno vi riuscì Shimura che a lui sopravvisse; solo nel 1994 Andrew Wiles riuscì a superare l'impervio ostacolo, utilizzandone la dimostrazione parziale come potente strumento per la conferma formale dell'ultimo teorema di Fermat. La dimostrazione completa si ebbe solo nel 1999 per opera di Richard Lawrence Taylor, Brian Conrad, Fred Diamond e Christofle Breuil.
Per motivi sconosciuti, Taniyama si uccise a 31 anni, il 17 novembre 1958, mentre Shimura si trovava fuori città per un congresso.